# Mesosa innodosa
Mesosa innodosa är en skalbaggsart som beskrevs av Maurice Pic 1925. Mesosa innodosa ingår i släktet Mesosa och familjen långhorningar. Inga underarter finns listade i Catalogue of Life.